# Kaohsiung Masters
Das Kaohsiung Masters ist im Badminton eine offene internationale Meisterschaft von Taiwan. Es ist neben den Chinese Taipei Open eines der bedeutendsten internationalen Badmintonturniere des Landes.

## Die Sieger
| Saison | Herreneinzel | Dameneinzel   | Herrendoppel               | Damendoppel                             | Mixed                                       |
| ------ | ------------ | ------------- | -------------------------- | --------------------------------------- | ------------------------------------------- |
| 2023   | Lin Chun-yi  | Liang Ting-yu | Goh Sze Fei Nur Izzuddin   | Setyana Mapasa Angela Yu                | Hiroki Nishi Akari Sato                     |
| 2024   | Lee Chia-hao | Hsu Wen-chi   | Chang Ko-chi Chen Xin-yuan | Jesita Putri Miantoro Febi Setianingrum | Ruttanapak Oupthong Jhenicha Sudjaipraparat |